# Lespinoy
Lespinoy es una comuna francesa situada en el departamento de Paso de Calais, en la región Alta Francia.

## Demografía
| 166 | 159 | 164 | 195 | 242 | 233 | 221 |
| Para los censos de 1962 a 1999 la población legal corresponde a la población sin duplicidades (Fuente: INSEE [Consultar]) |     |     |     |     |     |     |